# Ес-Сувейра (Ірак)
Ес-Сувейра, Ель-Сувайра — місто в Іраку, у провінції Васіт.

## Історія

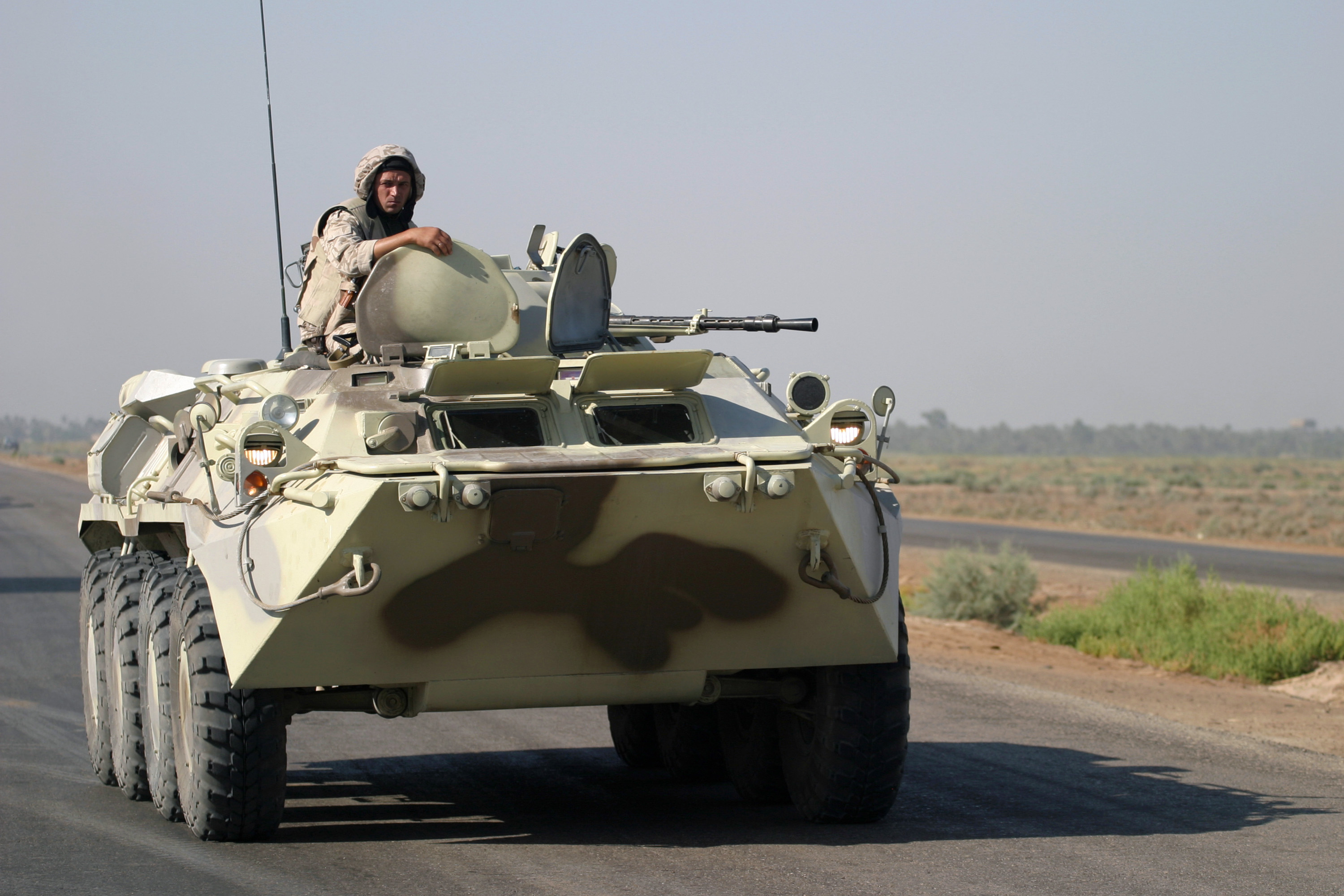
Український солдат на борту БТР-80А, на шосе Ель-Кут — Ес-Сувейра.

В 2000-х у місті базувався контингент української миротворчої місії в Іраку, зокрема 7-ї механізованої бригади.
9 січня 2005 року в місті загинуло 8 українських військовослужбовців миротворчої місії під час розмінування боєприпасів.